# Tricloruro di americio
Il tricloruro di americio, o cloruro di americio(III), è il composto inorganico formato da americio e cloro con la formula AmCl3. In questo sale, l'americio si presenta nello stato di ossidazione +3 e forma cristalli esagonali rosa. Allo stato solido ogni atomo di americio ha nove atomi di cloro come vicini prossimi, all'incirca alla stessa distanza, in una configurazione prismatica trigonale intrecciata.
L'esaidrato ha una struttura cristallina monoclina con costanti di reticolo a = 970,2 pm, b = 656,7 pm e c = 800,9 pm e β = 93°37'; il suo gruppo spaziale è P2/n.

## Reazioni
È stato studiato un metodo di elettroraffinazione del tricloruro di americio per separare miscele di attinidi, poiché l'energia libera standard di Gibbs di formazione del tricloruro di americio è molto diversa dal resto dei cloruri di attinidi. Questo può essere usato per rimuovere l'americio dal plutonio fondendo la miscela grezza insieme a sali come il cloruro di sodio.